# 岡村又男
岡村 又男（おかむら またお、1931年 - ）は、日本の牧師。横須賀中央教会担任牧師、日本聖書刊行会理事長、日本同盟基督教団顧問、久里浜少年院教誨師。群馬県生まれ。
1931年、群馬県出身。舟喜麟一が牧した福音伝道教団前橋キリスト教会が母教会。同盟聖書学院（第三期生）卒業後の1955年、日本同盟基督教団横須賀中央教会牧師となる。その後日本同盟基督教団理事、同理事長、東京基督教短期大学非常勤講師、東京基督教大学非常勤講師などを歴任。東京基督教大学教授の岡村直樹は息子。
2007年日本福音功労賞を受賞する。

## 著書
- 「主に喜ばれる教会生活」
- 「主に喜ばれる結婚と家庭生活」
- 「教会員の手引き」
- 「式文」